# Foster Wheeler
Foster Wheeler AG (NASDAQ: FWLT) fue un conglomerado industrial global estadounidense con sede en Suiza cuyas oficinas se encontraban en Ginebra y su domicilio social en Baar. Su sede operativa se situaba en Clinton, Nueva Jersey.
Tenía su origen en Nueva York y cercanías, y su actividad principal se centraba en la ingeniería, aprovisionamiento y construcción de complejos industriales, principalmente de los campos del refinado de petróleo y la producción y transformación de energía. Fue adquirida en 2014 por AMEC, dando lugar a la sociedad multinacional Amec-Foster Wheeler, que fue adquirida a su vez en octubre de 2017 por Wood Group por 2,2 millones de libras esterlinas.

## Historia

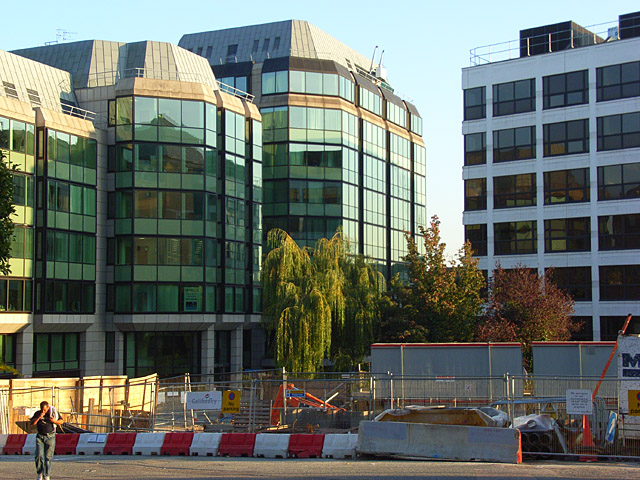
A la izquierda, la sede de Foster Wheeler en el Reino Unido, ubicada en la ciudad de Reading.

Foster Wheeler Corporation se formó en 1927 a partir de la fusión de Water Works Supply Company (creada por la familia Foster en 1884) y Wheeler Condenser & Engineering Company, cuyas raíces se remontan a 1891. La sede corporativa se encontraba originalmente en Nueva York, pero más tarde se trasladó a Livingston, Nueva Jersey, donde permaneció durante casi un cuarto de siglo antes de trasladarse a Clinton, Nueva Jersey, en 1987. Desde entonces, la actividad principal de la empresa fue la construcción de calderas industriales y equipos para refinerías. 
Foster Wheeler se convirtió en una organización global que comprendía tanto empresas de ingeniería como empresas de fabricación de equipos. La compañía fue incluida en el índice NASDAQ-100 el 12 de julio de 2007.
En 2014, Foster Wheeler fue adquirida por AMEC, formando el conglomerado Amec-Foster Wheeler.

## Divisiones
La empresa se componía de dos grupos de negocios:
- Global Engineering and Construction (E&C), dedicado a labores de ingeniería e investigación.
- Global Power Group, dedicado a la construcción, operación y mantenimiento de equipos relacionados con la industria de producción y transformación de energía.